# Epitoxus parallelistrius
Epitoxus parallelistrius är en skalbaggsart som beskrevs av Yélamos 1996. Epitoxus parallelistrius ingår i släktet Epitoxus och familjen stumpbaggar. Inga underarter finns listade i Catalogue of Life.